# احمدآباد (دلیجان)
احمدآباد (دلیجان)، روستایی از توابع بخش مرکزی شهرستان دلیجان در استان مرکزی ایران است.

## جمعیت
این روستا در دهستان جوشق قرار دارد و براساس سرشماری مرکز آمار ایران در سال ۱۳۸۵، جمعیت آن زیر سه خانوار بوده‌است.